# Relampago
Relampago è un census-designated place degli Stati Uniti d'America situato nella contea di Hidalgo dello Stato del Texas.
La popolazione era di 132 persone al censimento del 2010. Fa parte dell'area metropolitana di McAllen–Edinburg–Mission.

## Geografia fisica
Relampago è situata a 26°05′16″N 97°54′17″W (26.087673, -97.904762).
Secondo lo United States Census Bureau, ha un'area totale di 3.4 km² (1.3 mi²).

## Società

### Evoluzione demografica
Secondo il censimento del 2000, c'erano 104 persone, 36 nuclei familiari e 29 famiglie residenti nella città. La densità di popolazione era di 30,9/km² (80.2/mi²). C'erano 44 unità abitative a una densità media di 13,1/km² (33.9/mi²). La composizione etnica della città era formata dal 93,27% di bianchi, il 6,73% di altre razze. Ispanici o latinos di qualunque razza erano il 96,15% della popolazione.
C'erano 36 nuclei familiari di cui il 38,9% aveva figli di età inferiore ai 18 anni, il 52,8% aveva coppie sposate conviventi, il 27,8% aveva un capofamiglia femmina senza marito, e il 19,4% erano non-famiglie. Il 16,7% di tutti i nuclei familiari erano individuali e il 16,7% aveva componenti con un'età di 65 anni o più che vivevano da soli. Il numero di componenti medio di un nucleo familiare era di 2,89 e quello di una famiglia era di 3,28.
La popolazione era composta dal 23,1% di persone sotto i 18 anni, il 7,7% di persone dai 18 ai 24 anni, il 29,8% di persone dai 25 ai 44 anni, il 23,1% di persone dai 45 ai 64 anni, e il 16,3% di persone di 65 anni o più. L'età media era di 41 anni. Per ogni 100 femmine c'erano 85,7 maschi. Per ogni 100 femmine dai 18 anni in giù, c'erano 66,7 maschi.
Il reddito medio di un nucleo familiare era di 17.250 dollari e quello di una famiglia era di 62.891 dollari. I maschi avevano un reddito medio di 0 dollari contro i 28.182 dollari delle femmine. Il reddito pro capite era di 9.207 dollari. C'erano il 18,5% delle famiglie e il 38,3% della popolazione che vivevano sotto la soglia di povertà, incluso il 51,7% di persone sotto i 18 anni e il 66,7% di persone sopra i 64 anni.